# 川島琴里
川島 琴里（かわしま ことり、[生年月日非公開]）は、日本のモデル、歌手、広告ディレクター。宮城県出身、東京都在住。10代からモデルとして活動を開始し、その特徴的なルックスと表現力で注目を集める。広告業での経験を経て、芸名を「川島琴里」に改め、モデルやアーティストとして活動の幅を広げている。ニックネームは「琴（こと）」「ことこ」。身長153cm、体重38kgと小柄ながら、華奢なスタイルと二重の印象的な目元が特徴である。

## 経歴

### モデルとしてのスタート
- 10代でモデル活動を開始。宮城県を拠点に広告モデルや撮影会モデルとして経験を積み、華奢な体型と二重の大きな瞳が特徴的なビジュアルで注目を集めた。 その後、上京し、ウェディングモデルやファッションショーへの出演を果たす。洋装・和装どちらにも対応できるスタイルを持ち、特に低身長を活かした繊細で愛らしいビジュアルが評価された。写真集のモデルとしても活躍し、10代のうちに業界で確固たる地位を築いた。

### 闘病と「川島琴里」への改名
- コロナ禍直前、川島は血液内科の病気を患い、入院治療を受ける日々が続いた。この期間中に、「自分らしく生きる」という信念を見つめ直し、新たなスタートとして「川島琴里」という芸名を選択した。芸名には、「川島」による強さと「琴里」による音楽的で繊細な感性が込められている。この改名をきっかけに、モデル業だけでなく歌手活動も本格化させた。

### 歌手活動とリリース作品
- 2023年11月3日、デビュー曲「罪深香（つみふかか）」をリリース。深い感情表現と繊細な世界観が特徴の楽曲として注目を集めた。
- 2024年12月27日には、「空星（そら）」「一滴（ひとしずく）」を同時リリース。これらの楽曲では、恋愛や優しさ、思いやりをテーマにしたメッセージを込め、多くのファンの支持を得た。

## 主な活動

### モデル

#### 主なジャンル
ウェディングモデル（洋装・和装）、ファッションショー、撮影会モデル。

#### 主な出演
東京スタイルコレクション、ミュージックサーカス（福岡PayPayドーム）、さいたまランウェイ。

### アーティスト

#### 代表曲
- 「罪深香（つみふかか）」 - 2023年11月3日リリース
- 「空星（そら）」 - 2024年12月27日リリース
- 「一滴（ひとしずく）」 - 2024年12月27日リリース

### 俳優・ラジオ

#### 主な出演作品
- 『辞め母』 - 水島美結役
- 『誰かの休日』 - 九条役
- 渋谷クロスFMなどでのラジオMC、ゲスト出演。

## 執筆
- オリジナル楽曲　作詞
- ブログ
- コピーライティングなど